# Грузинська мафія
Грузинська мафія ( груз. ქართული მაფია, латиніз.: tr </link>   ) вважається однією з найбільших, найпотужніших, небезпечних і впливових злочинних мереж у Європі, яка породила найбільшу кількість « злодіїв у законі » в усіх країнах колишнього СРСР і контролює та регулює більшість російськомовних і повністю контролює мафіозні угруповання Росії та Грузії .  Дуже активні в Росії та Європі. Грузинська мафія має два великих кримінальних клани з Тбілісі та Кутаїсі .   У Грузії завжди була непропорційно велика кількість кримінальних авторитетів, і все ще є більшість із 700 чи близько того, які все ще діють на пострадянському просторі, а Західна Грузія (Кутаїський клан) представлена особливо добре. 
У багатьох своїх правилах або «законах» грузинська мафія схожа на сицилійську мафію . 

## Історія

### Радянський період

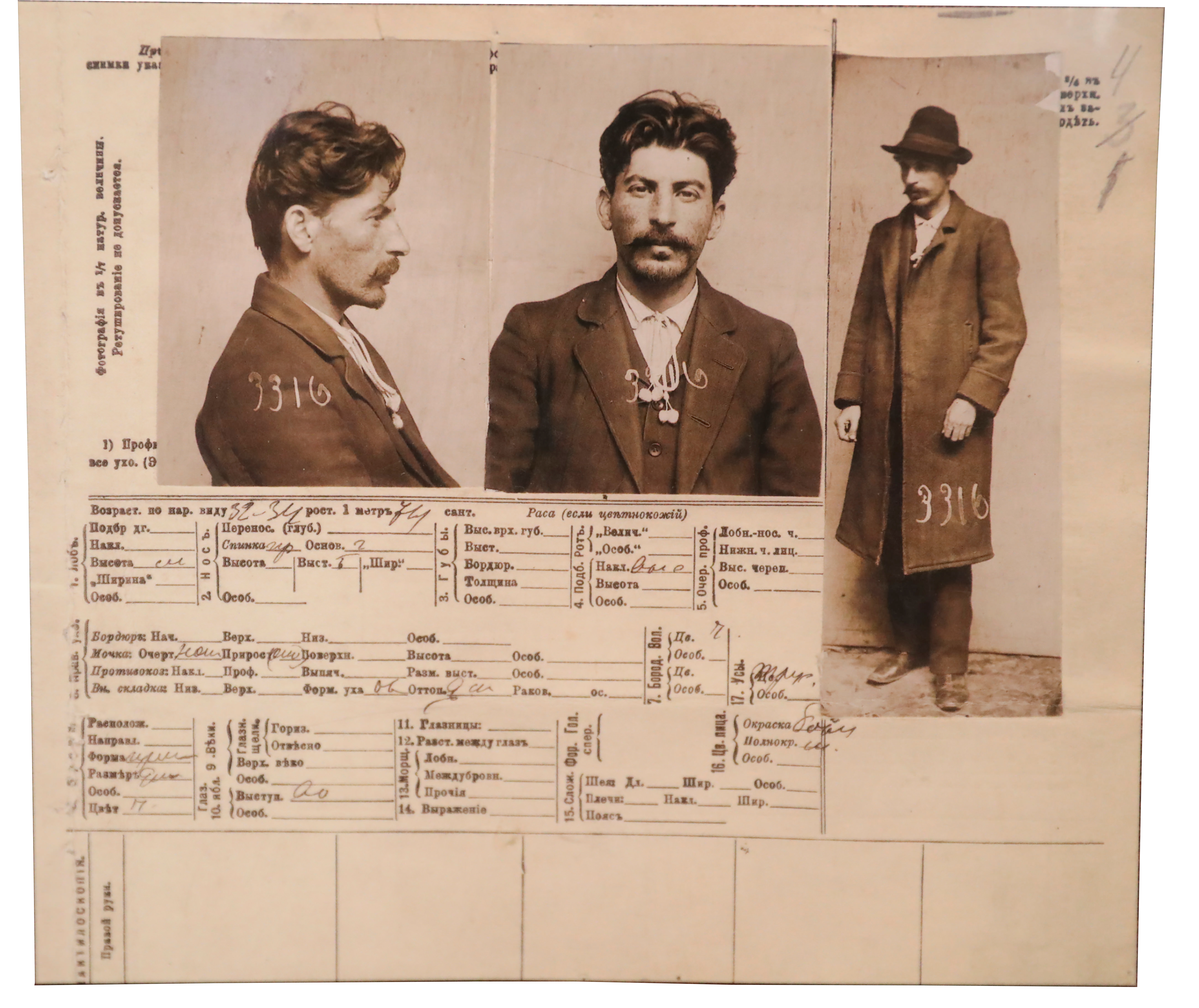
Фотографія Йосипа Сталіна. До приходу до влади він займався кримінальною діяльністю на початку 1900-х років.

Грузія – невелика євразійська держава з населенням близько чотирьох мільйонів, з яких дві третини – грузини, а національні меншини – переважно росіяни, вірмени та азербайджанці. Географічне положення країни зумовлене стратегічно вигідним вузлом важливих комунікацій з Європи в Азію.
На думку зарубіжних дослідників, кримінальні традиції Грузії сформувалися задовго до Жовтневої революції. Саме завдяки співпраці з грузинським криміналітетом молодий і енергійний Йосип Сталін так успішно займався пограбуванням банків, вимаганням грошей і крадіжкою майна у заможних громадян. Крім прибутку, революційне кримінальне середовище в Грузії сприяло залякуванню конкурентів і проведенню резонансних терактів. Зачатки цієї системи можна побачити через століття, оскільки вони все ще пронизують країну.
Жовтнева революція змінила злочинний світ Грузії так само, як і інші частини суспільства. Прихід Сталіна до влади супроводжувався відповідним висхідним рухом представників грузинського суспільства. Через це ступінь представництва грузинів у радянській владній ієрархії був непропорційно високим. Цікаво, що подібний процес спостерігався і в радянському кримінальному підпіллі, де до 1/3 стратегічно важливих посад займали вихідці з Грузії, тоді як частка грузинського етносу в загальній кількості населення СРСР не перевищувала 2%.
Ця тенденція часто привертала увагу міжнародних вчених. Вони часто зазначали, що в радянські часи Грузинська РСР мала дуже високий рівень життя завдяки розвиненій тіньовій економіці, а грузинські «злодії в законі» займали ключові позиції в кримінальних колах усього Радянського Союзу. Уродженці Грузії займалися підпільним виробництвом і незареєстрованою торгівлею по всьому СРСР, часто витягуючи значні ресурси з законної економіки. Грузинські селяни заробляли на поставках дефіцитних фруктів у великі радянські міста чималі гроші, причому їхній дохід міг у десятки разів перевищувати заробіток середнього радянського робітника. Кланова система кримінального світу радянської Грузії сформувалася в 1970-х роках як об'єднання професійних злочинців, цеховиків і корупціонерів . У ті часи, коли вся країна тулилася в скромних малогабаритних квартирах, грузинські чиновники дозволяли собі будувати величезні квартири для особистого користування. Вважається, що такий спосіб життя пов'язаний з вродженою культурою ігнорування всіляких правил, яку важко викорінити. У результаті в 1980-х роках союзному уряду довелося визнати існування в країні організованої злочинності, яка обслуговувала запити правлячої еліти в обмін на її захист.
Отримання суверенітету в Грузії часто розглядається як відхід країни від радянських методів економічного та політичного управління, але така точка зору не відповідає дійсності. Тоді не було проведено жодної глибокої реформи законодавства в Грузії та інших пострадянських країнах і навіть не було наміру модернізувати правову систему.
На зорі незалежності країни відбулася низка локальних воєн і військових конфліктів, перебіг яких багато в чому залежав від того, на чиєму боці виступили добре організовані грузинські злочинні угруповання. Після цих подій розквітла низка «подвійних квітів», стратегічно важливих сфер, раніше невідомих місцевим жителям явищ, таких як торгівля людьми, контрабанда зброї та нелегальних наркотиків . Рівень життя в країні впав значно більше, ніж в інших республіках СНД, система державного управління практично перестала функціонувати, багато галузей економіки (особливо енергетика) стрімко криміналізувалися. Раптом виявилося, що корупція та організована злочинність становлять для країни не меншу загрозу, ніж чеченські терористи, які спокійно почуваються в Панкіській ущелині .

### Незалежна Грузія
У період до здобуття Грузією незалежності в 1991 році, коли напруга між грузинами та етнічними абхазами зростала, було сформовано декілька націоналістичних збройних формувань, двома найвідомішими були Національна гвардія Грузії на чолі з колишнім засудженим Тенгізом Кітовані та Мхедріоні на чолі з колишнім злодієм-в-законі Джабою Іоселіані . Через відсутність будь-яких інших засобів фінансування ополченці займалися рекетом і контрабандою, а слабкий грузинський уряд не мав іншого вибору, як прийняти їх. 
Воєнізовані формування спочатку були розгорнуті проти сепаратистських регіонів Абхазії та Південної Осетії, але спроби президента Звіада Гамсахурдіа приборкати їх призвели до насильницького перевороту, коли його змінив екс-комуніст Едуард Шеварднадзе, який мав підтримку ополченців, які продовжували діяти безкарно. Мхедріоні скористалися своїм становищем влади, щоб заволодіти бензиновим бізнесом.  Шеварднадзе нарешті знайшов необхідний привід, щоб розпустити ополчення в 1995 році після замаху. Іоселіані був ув'язнений, хоча був звільнений у 2000 році в рамках загальної амністії, померши через три роки. Але інші, менш ідеалістичні злодії в законі все ще продовжували домінувати в повсякденному житті Грузії.
За словами іспанського прокурора Хосе Грінди, грузинська мафія на чолі з Джабою Йосселані в 1990-х роках взяла під контроль країну і державу, а потім очолювана Захарієм Калашовим під час правління Шеварднадзе.  

### Революція троянд
У листопаді 2003 року народне повстання, відоме як Революція троянд, привело до повалення уряду Шеварднадзе та приведення до влади режиму Міхеїла Саакашвілі .  Невдовзі Саакашвілі провів низку реформ, спрямованих на боротьбу зі злочинністю та корупцією, звільнивши та ув’язнивши низку чиновників, а також зробивши членство у «злодіях у законі» злочином у 2005 році. У відповідь на це, а також на суворіші тюремні режими, у в’язницях спалахнуло кілька бунтів, перш ніж їх було жорстко придушено.  Щоб уникнути кримінального переслідування, грузинські гангстери втекли з країни, як правило, до Росії, Ізраїлю та Західної Європи.

### В Росії
Грузинська організована злочинність присутня в Росії ще з радянських часів. У 1990-х роках, коли ворогуючі кримінальні угруповання, корумповані правоохоронні органи та олігархи боролися між собою за перевагу над прибутковим рекетом приватного бізнес-сектору, що формувався, під час хаотичного переходу до капіталізму, грузинська мафія дала знати про свою присутність у Москві. Одним із найвідоміших босів цього періоду був Отарі Квантрішвілі, колишній спортсмен, який після засудження за зґвалтування став рекетиром. Він часто виступав посередником між різними злочинними угрупованнями та чимось на зразок публічного обличчя мафії. До свого вбивства в 1993 році Квантрішвілі говорив про свої амбіції створити власну політичну партію. На його похоронах були присутні багато знаменитостей і політики, в тому числі співак Йосип Кобзон . 
Останніми роками злочинний світ Грузії в Росії, Грузії та інших країнах характеризується жорстокою ворожнечею між Кутаїським і Тбіліським кланами, очолюваними Таріелом Оніані та Асланом Усояном відповідно. Конфлікт забрав життя відомого російського злодія в законі В’ячеслава Іванькова, який був убитий під час спроби посередництва в 2009 році, а сам Усоян був убитий снайпером у січні 2013 року 

### В Європейському Союзі
У квітні 2023 року BBC стверджувала, що виявила мережу шахрайських і нерегульованих інвестиційних брендів (зокрема EverFX, яка тепер називається Axiance), які спричинили великі фінансові збитки багатьох клієнтів. Операції шахрайства в основному проводилися з кол-центрів у Тбілісі, Грузія, та Києві, Україна . Згідно з журналістським розслідуванням, групу нібито очолює Давіт Кезерашвілі, єврейсько-грузинський бізнесмен і колишній політик.  

## У масовій культурі
- У фільмі 1988 року «Червона спека» Арнольд Шварценеггер зіграв московського копа, якого відправили до Чикаго, щоб повернути грузинського наркобарона Віктора Роставі / Viktor Rosta.
- У фільмі «Золоте око» 1995 року член злочинного синдикату Ксенія Онатопп .
- У відеогрі Grand Theft Auto: The Ballad of Gay Tony знявся вигаданий кримінальний авторитет Маркі Ашвілі.
- Відеогра Deus Ex: Mankind Divided розповідає про вигадану грузинську злочинну родину Двалі.
- В епізоді 1 сезону «Агентів ЩИТА» The Hub (1x07), головний антагоніст цього епізоду, Марта (роль якої грає Елісон Вайт ), є мафіозним босом у регіоні біля Кавказьких гір з достатнім рівнем впливу, щоб допомогти людям перетнути південь . кордони Осетії .
- У Tyler Rake - Extraction 2 Тайлер Рейк звільняється від роботи найманців до хатини в Австрії, щоб відновитися. Там до нього звертається незнайомець і просить врятувати Кетеван, сестру його колишньої дружини Мії, і двох її дітей, Сандро та Ніну, з Джорджії. Кетеван вийшла заміж за Давіта Радіані, одного із співзасновників злочинного синдикату Nagazi в Грузії.

## Дивись також
- Чеченська мафія
- Азербайджанська мафія
- Вірменська мафія

1. ↑  Since April 2006, Khachidze or Lasha Shushanashvilialso imparted influence on Georgia as well as Tariel Oniani from Kutaisi near South Abkazia.[8]

## зовнішні посилання
- Десятки арештованих під час нападу на грузинську мафію по всій Європі
- Іноземна мафія вторгається в Італію: Грузинська мафія вторгається на італійську землю, становлячи велику загрозу для країни
- Поліція затримала 69 осіб під час рейдів «грузинської мафії».
- Підозрюваних у мафії в Грузії заарештували в шести країнах
- Грузинський «бос мафії» промахнувся поліцейським рейдом по всій Європі
- Грузинська мафія відмила в Росії 7 мільярдів доларів на "маленьку переможну війну"
- Сорок заарештовано під час французьких рейдів на грузинські «мафіозні» банди
- Грузинський мафіозний бос затриманий у Дунакесі
- Європейська поліція під час рейду розкрила грузинську мафію
- Грузинська мафія: політика виживання
- Злодії закону та верховенство права в Грузії [Архівовано 2010-06-20 у Wayback Machine.]  </link>
- Чудові могили грузинських мафіозі